# Konstantin Landa
Konstantin Jurjewicz Landa, ros. Константин Юрьевич Ланда (ur. 22 maja 1972 w Omsku, zm. w październiku 2022) – rosyjski szachista i trener szachowy (FIDE Senior Trainer od 2011), arcymistrz od 1995 roku.

## Kariera szachowa
W 1992 r. podzielił wraz z Pawłem Tregubowem II-III m. w mistrzostwach Rosji, rozegranych w Orle. W 1994 r. triumfował w otwartym turnieju w Oberwart, w 1995 r. zajął I m. w Nojabrsku, a w 1996 r. podzielił I m. w Velden (wraz z m.in. Weresławem Eingornem) i Pekinie (wraz z m.in. Suatem Atalikiem). W 1999 r. zwyciężył (wraz z Aleksiejem Driejewem) w openie w Ubedzie, w 2000 r. – w Bad Wiessee (wraz z Geraldem Hertneckiem, Rolandem Ekströmem i Aleksandrem Grafem), natomiast w 2001 r. – w Deizisau (wraz z Lubomirem Ftaćnikiem). W 2002 r. zajął II m. (za Emilem Sutovskim) w międzynarodowych mistrzostwach Słowacji, rozegranych w Galancie. W tym samym roku podzielił I m. w otwartych turniejach w Fürth (wraz z Zacharem Jefimienko), Bad Wiessee (wraz z m.in. Lewonem Aronianem i Władimirem Małachowem) i Senden (wraz z Olegiem Korniejewem). W 2003 r. podzielił I miejsce (wraz m.in. Stefanem Kindermannem i Nikolausem Stancem) w mistrzostwach Wiednia. W 2004 r. znalazł się wśród siedmiu zwycięzców mistrzostw Paryża oraz wystąpił w Trypolisie w rozegranym systemem pucharowym turnieju o mistrzostwo świata, w I rundzie przegrywając z Siergiejem Mowsesianem. W 2005 r. triumfował w Trieście, a na przełomie 2005 i 2006 r. - w Reggio Emilii. Rok później podzielił w tym mieście II-III miejsce (wraz z Igorem Chenkinem). W 2007 r. zwyciężył w mistrzostwach Hamburga, natomiast w 2011 r. – w Vlissingen.
Najwyższy ranking w dotychczasowej karierze osiągnął 1 października 2007 r., z wynikiem 2678 punktów zajmował wówczas 32. miejsce na światowej liście FIDE, jednocześnie zajmując 9. miejsce wśród rosyjskich szachistów.